# Cannes Lions International Festival of Creativity

Logo des Festivals

Das Cannes Lions International Festival of Creativity (früher: Cannes Lions International Advertising Festival) ist heute die weltweit bekannteste Veranstaltung der Werbebranche. Sie wurde, inspiriert von den Internationalen Filmfestspielen von Cannes, vor mehr als einem halben Jahrhundert gegründet. 2008 kamen beim 55. International Advertising Festival mehr als 10.000 Werber aus der ganzen Welt zusammen. Der Stellenwert der dort verliehenen „Löwen“ in Gold, Silber und Bronze entspricht dem des Oscars in der Filmbranche.

## Die Anfänge
Die Entwicklung des Festivals an der Côte d’Azur erzählt auch die Mediengeschichte der vergangenen Jahre. Die Anfänge waren verhältnismäßig bescheiden: Inspiriert von den Internationalen Filmfestspielen von Cannes und Venedig befand eine Gruppe internationaler Kinowerber, dass Produzenten und Schöpfern von Werbefilmen die gleiche Aufmerksamkeit wie den Kollegen aus der Filmindustrie gebührt.
Die Screen Advertising World Association (SAWA) initiierte das International Film Advertising Festival. Um den internationalen Werbefilm zu promoten, startete im September 1954 in Venedig das erste Werbefilm-Festival der Welt, bei dem 187 Spots aus 14 Ländern in den Wettbewerb gingen. Die Lagunenstadt war mehr als nur Gastgeber des ersten Werbefestivals: Der geflügelte Löwe der Piazza San Marco lieferte die Inspiration für die Trophäe – und das bis heute.
Ein Jahr darauf wurde das Festival in Monte Carlo abgehalten, Cannes richtete die Schau erstmals 1956 aus. Fanden die Lions anfänglich noch abwechselnd in Venedig und Cannes statt, entschlossen sich die Organisatoren 1984 für Cannes als permanenten Veranstaltungsort.
Die Bewertungskriterien waren damals andere als heute. Nicht die Kreativität wurde vordergründig ausgezeichnet, stattdessen wurden die Werbefilme in den zwei Kategorien TV und Kino nach technischen Aspekten bewertet. Es gab verschiedene Kategorien für unterschiedliche Filmlängen, für Filme mit Live-Action und Animationen. 1983 wurde die Trennung zwischen Kino- und Fernseh-Spots aufgehoben, seither werden nur noch die Film Lions vergeben.
Heute wird das Festival vom englischen Unternehmen namens International Advertising Festival (IAF) mit Sitz in London organisiert, dessen CEO Phil Thomas und Chairman Terry Savage sind. IAF beschäftigt knapp 40 feste Mitarbeiter und unterhält ein Netz von Repräsentanten in den 50 wichtigsten Teilnehmerländern, darunter WerbeWeischer (ein Unternehmen der Weischer Mediengruppe) für Deutschland.

## Entwicklung vom Werbefilm- zum Kommunikationsfestival
Die Aufwertung zum wichtigsten Branchentreffpunkt begann 1987, als der Franzose Roger Hatchuel (ein ehemaliger SAWA-Manager) die Festivalleitung übernahm. Er ließ erstmals alle eingereichten Werbefilme zeigen, bot Seminare mit namhaften, internationalen Werbern und regte so in großem Stil zum Erfahrungsaustausch an.
Der Entwicklung Rechnung tragend, wurde das Festival 1994 von International Advertising Film Festival in International Advertising Festival umbenannt. Damit wollten die Organisatoren auch dem Anspruch nach Multimedialität gerecht werden – worunter man damals den Einsatz und die Verknüpfung von audiovisuellen und Print-Medien verstand.
2003 wurde die Roger Hatchuel Lions Academy vorgestellt. Diese bietet seither den besten Studenten aus den Bereichen Werbung, Marketing, Kommunikation und Design ein einwöchiges Training mit Ausbildungseinheiten.
Seit 2005 werden die Direct Agency of the Year und die Interactive Agency of the Year ausgezeichnet, im Jahr darauf kam die Media Agency of the Year, 2007 das Network of the Year und 2010 die Independent Agency of the Year hinzu. Seit 2007 gibt es einen eigenen Ausstellungsbereich, den Cannes Lions Festival Content Showcase.
Die Förderung des Nachwuchses ist zum wichtigen Bestandteil geworden: 1995 wurde mit den Young Print Lions erstmals ein eigener Wettbewerb für junge Kreative ausgeschrieben, dazu kamen mittlerweile die Kategorien Media, Cyber und Film. Die Teams haben nach dem Briefing 24 (bei Film 48) Stunden Zeit, ihre Anzeige, Mediastrategie usw. auszuarbeiten; die Veranstalter suchen stets Wohltätigkeits- oder Non-Profit-Organisation als Kunden aus. Die Nominierung der Youngsters erfolgt in Deutschland über Nachwuchswettbewerbe: Deutscher Mediapreis (für Kategorie Media), Die Klappe (für Film), den new media award (für Cyber) und den Young Lions Print-Wettbewerb (für Print). 2010 gab es erstmals einen Wettbewerb für Young Marketer, Aufgabe hier war die Erstellung eines Briefings an eine Kreativagentur.

## Die Lions heute
2010 gewannen die deutschen Agenturen insgesamt 59 Löwen: 3 Film Lions (1 Gold, 2 Bronze), 3 Press Lions (1 Gold, 1 Silber, 1 Bronze), 12 Outdoor Lions (1 Gold, 3  Silber, 8 Bronze), 7 Media Lions (1 Gold, 1 Silber, 5 Bronze), 4 Cyber Lions (2 Gold, 1 Silber, 1 Bronze), 7 Direct Lions (2 Gold, 2 Silber, 3 Bronze), 10 Design Lions (4 Gold, 3 Silber, 3 Bronze), 3 Promo Lions (1 Gold, 2 Silber) und 1 Film Craft in Gold.
2011 wurden insgesamt 28.828 Arbeiten eingereicht, was einem Plus von 19 Prozent im Vergleich zum Vorjahr entspricht. Deutschland belegt mit 1.971 Arbeiten den dritten Rang hinter den USA und Brasilien. Die Einreichungen erfolgen in 13 Kategorien (Stand 2011): Film Lions, Press Lions (seit 1994), Outdoor Lions (seit 1994), Media Lions (seit 1999 für Mediastrategien), Cyber Lions (seit 1998 für Web-Seiten und Internetanzeigen), Direct Lions (seit 2000 für Direktmarketing), Radio Lions (seit 2005 für Radio), Titanium and Integrated Lions (Titanium seit 2005, 2007 Weiterentwicklung zu Titanium and Integrated), Sales Promotion Lions (seit 2006), Design Lions (seit 2008), PR Lions (seit 2009), Film Craft (seit 2010) und neu seit 2011 Creative Effectiveness.
2012 war Serviceplan die erfolgreichste deutsche Agentur.
Im Jahr 2013 wurden fast 36.000 Arbeiten eingereicht und insgesamt mehr als 1.150 Löwen verliehen. Damit wurde sowohl bei der Zahl der Einreichungen, als auch bei der Zahl der vergebenen Preise ein Rekord erreicht. Mit einem Grand Prix for Good, sechs goldenen Löwen, fünf silbernen Löwen und acht bronzenen Löwen war BBDO die erfolgreichste Agentur in Deutschland.
Einem breiten Publikum ist das Festival durch die sogenannte „Cannes-Rolle“ bekannt. Hier sind die prämierten Spots zusammengefasst, damit sie auf der ganzen Welt in Kinos und bei Veranstaltungen gezeigt werden können. Daneben bedienen sich Fernsehsender aus dem Material, um Clipsendungen zu produzieren (z. B. in Deutschland Witzig, spritzig: Die besten Werbeknaller der Welt bei Super RTL).

## DerGlass Lionfür mehr Gendergerechtigkeit
2015 wurde der Glass Lion (Glaslöwe) eingeführt. Mit ihm werden Werbefilme ausgezeichnet, „die sich für mehr Gendergerechtigkeit einsetzen“.
2015 gewann unter anderem Share the Load (Teile die Last), der indische Ariel-Werbespot von  Procter & Gamble. Laut dem Spot sollte das Wäschewaschen nicht mehr nur Frauensache sein. Der Spot stand am Beginn einer erfolgreichen Kampagne. 2016 wurde die erste indische transgender Popband, die 6 Pack Band, für ein Musikvideo ausgezeichnet, das in Zusammenarbeit mit Mindshare Mumbai und dem Teehersteller Booke Bond Red Labels entstanden war. Im folgenden Jahr war eine Installation unter den Preisträgern: Fearless girl (Furchtloses Mädchen) wurde am 7. März 2017 in der Wall Street aufgestellt. Dahinter stand State Street Global Advisors, die mit der Kampagne den Frauenanteil in Vorständen erhöhen wollten und zu diesem Zweck 3500 Firmen anschrieben.